# Landskap
För andra betydelser, se Landskap (olika betydelser).
Landskap är geografiska områden som vanligen bygger på en äldre politisk indelning och är grundad på kulturella och geografiska särdrag som många människor starkt identifierar sig med än i dag. Därför lever landskapen kvar i bland annat ortnamn, dialekter, folkdräkter samt gamla traditioner av olika slag, och varje landskap har sina egna landskapssymboler. I många länder lever en gammal indelning kvar även om det finns betydande skillnader mellan historiska landskap och nuvarande formell indelning.

## Finland
I Finland finns 9 historiska landskap (10 om man räknar med den del av det äldre Västerbotten som låg öster om Torne älv), men i samband med reformen av landets områdesindelning år 1998 infördes en ny form av sekundärkommun, som också kallas landskap. Det finns 20 sådana nya landskap och i Finland är det numera i regel dem man menar när man talar om landskap.

## Frankrike
I Frankrike användes provinser, ofta baserade på äldre hertigdömen och liknande, som administrativ indelning fram till revolutionen 1789. De moderna regionerna bygger ofta på provinserna.

## Kroatien
I Kroatien är Dalmatien, Istrien och Slavonien historiska landskap. Landskapen har ingen administrativ betydelse men används ofta i till exempel turistmarknadsföring.

## Norge
I Norge har man starkare regional makt, men de historiska landskapen används inte mer. De går tillbaka på järnåldern. Den nuvarande indelningen i fylken är en dansk konstruktion från 1600-talet. De kallades amt (danskt ord) och bytte namn till fylken 1919.

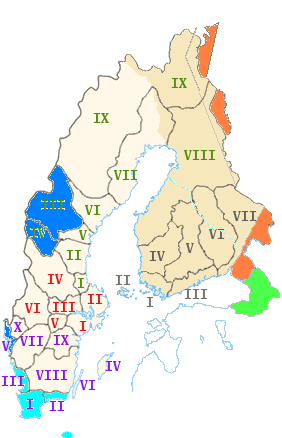
Historiska landskap i det svenska riket med gränsen för de nuvarande Sverige och Finland markerad. Delar i orange och grönt tillhör idag Ryssland

## Sverige
I Sverige har landskapen sedan 1600-talet inte längre någon politisk eller administrativ betydelse. Sådana uppgifter sköts med indelning i län. De har dock en officiell användning, som hertigdömen för medlemmar i kungafamiljen. Landskapen används också till exempel vid turistmarknadsföring, i idrottsverksamhet och inom historisk forskning. Trots att landskapen saknar administrativ betydelse har deras gränser inte varit helt stabila. Bland annat bildades Norrbotten ur den del av Västerbotten som hörde till Norrbottens län.

## Tjeckien
I Tjeckien är Böhmen, Mähren och Schlesien historiska landskap.

## Tyskland
I Tyskland finns många äldre historiska beteckningar på regioner som ursprungligen varit självständiga politiska enheter, då landets politiska gränser kraftigt förändrats genom historien. Dessa förknippas ofta med en stark regional identitet, eftersom Tyskland som stat skapades först 1871, inom sina nuvarande gränser först 1990. Som exempel kan nämnas Mark Brandenburg, Franken, Holstein, Mecklenburg, Pfalz, Pommern och Schwaben. Vissa av dessa namn lever kvar genom den moderna indelningen i förbundsländer, som oftast följer andra administrativa gränser än de historiska.

## Övriga
- Landskap i Estland
- Landskap i Lettland